# روبرت غاودخا
روبرت غاودخا (بالبولندية: Robert Gadocha)‏ (مواليد 10 يناير 1946) هو لاعب كرة قدم. يلعب مع منتخب بولندا لكرة القدم. سبق له أن لعب في كأس العالم لكرة القدم مع منتخب بلاده.

## روابط خارجية
- روبرت غاودخا على موقع الاتحاد الدولي (مؤرشف)  (الإنجليزية)
- روبرت غاودخا على موقع الاتحاد الأوربي (الإنجليزية)
- روبرت غاودخا على موقع قاعدة بيانات كرة القدم.إي يو (الإنجليزية)
- روبرت غاودخا على موقع ناشيونال فوتبول تيمز (الإنجليزية)
- روبرت غاودخا على موقع عالم كرة القدم.نت (الإنجليزية)
- روبرت غاودخا على موقع أوليمبيديا (الإنجليزية)
- روبرت غاودخا على موقع اللجنة الأولمبية البولندية (مؤرشف) (البولندية)